# 262 TCN
262 TCN là một năm trong lịch La Mã.